# زوفنوپریل
زوفنوپریل (Zofenopril) که به نام زوفنوپریلوم نیز خوانده میشو، نوعی داروی مهارکننده آنزیم مبدل آنژیوتانسین است که دارای اثرات محافظت کننده از قلب بوده و در درمان فشارخون بالا به کار می‌رود. با توجه به برخی مطالعات کوچک، به نظر می‌رسد که این دارو نسبت به برخی داروهای قدیمی تر مانند آتنولول و انالاپریل موثرتر بوده و عوارض جانبی کمتری دارد.